# Săcele (okręg Konstanca)
Săcele – wieś w Rumunii, w okręgu Konstanca, w gminie Săcele. W 2011 roku liczyła 2042 mieszkańców.
We wsi w 1965 roku urodził się rumuński piłkarz Gheorghe Hagi.